# Mallonia albosignata
Mallonia albosignata es una especie de escarabajo longicornio del género Mallonia, tribu Neopachystolini, subfamilia Lamiinae. Fue descrita científicamente por Chevrolat en 1858.
La especie se mantiene activa durante el mes de noviembre.

## Descripción
Mide 20-22 milímetros de longitud.

## Distribución
Se distribuye por Botsuana, Mozambique, Namibia, República Sudafricana y Zimbabue.